# Карачёп (ковёр)
Ковры «Карачёп» (азерб. Qaraçöp xalçaları) — азербайджанские ворсовые ковры, входящие в Газахскую группу Гянджа-Газахского типа.

## Общая информация
Название этого ковра, входящего в Газахскую группу Гянджа-Газахского типа, связано с названием нескольких сел, находящихся в 20 километрах северо-восточнее Газахского района на территории Грузии.
Эти села, расположенные в бывшем Муганлинском районе, называются Муганлы, Лембели, Тюлляр, Камбали, Дузаграм и другие, населены этническими азербайджанцами и были известны под общим названием «Карачёп».
Вообще эти села особенно Лембели, Муганлы и Тюлляр, относятся к основным очагам развития газахской школы ковроделия, к ним примыкает и Борчалинский ковроткацкий пункт. Сотканные здесь ковры известны также под названием «Карабирчек».
Согласно сведениям, опубликованным в книге В.Мурадова «Ковроткачи Газах-Борчалинского региона», можно отметить, что ковры Карачёп и сегодня ткут в Болнисском (Чёрюк Гамарлинском), Марнеульском (Сарванском) и Дманисском (Башкечидском) районах расположенных на территории Республики Грузии и населенных азербайджанцами.
«Черный» в слове «Карачёп» в устах Деде Горгуда означает «большой», а «чёп» в разговоре местных жителей означает «дом», «деревня».

## Художественный анализ
Изготовленные в XIX—XX веках образцы ковров «Карачёп» с художественной точки зрения просты. В редких случаях можно встретить ковры высшего качества и высшей категории, которые производились по особым заказам. Бордюрные полосы, окружающие серединное поле ковров «Карачёп», такие же, как каймовые полосы ковров «Гянджа» и «Газах». Серединное поле зеленого цвета более характерно для ковров «Карачёп».
Ковер «Карачёп» имеет оригинальную и узнаваемую художественную композицию. Его композиция состоит из двух частей: серединного поля и нескольких бордюров. Верхняя часть серединного поля ковра от центра зеркально повторяется в нижней части.
В центре изображен один крупный медальон квадратной формы, занимающий 1/3 часть всего поля, внутри которого на фоне сетчатого орнамента находится восьмиугольный медальон. В его центре имеется маленький восьмиугольный медальон, вверху и внизу от которого расположены квадраты с орнаментом в форме двух соединенных пар бараньих рогов и квадрат с выходящими в четыре стороны рогообразными отростками.
В верхней и нижней части серединного поля изображены несколько квадратов разного размера. Наиболее крупные квадраты находятся в четырех углах серединного поля. У них внутри, как правило, изображено девять восьмиугольных цветов, а снаружи с четырех сторон стилизованные изображения рогов, именующиеся в литературе крючками.
Между этими квадратами находится стилизованное изображение древа жизни, заключенное в квадрат. Оставшееся пространство заполняет орнамент в форме двух соединенных пар бараньих рогов изображаемый также внутри квадрата.
Бордюр делится на три части, в центре находится большая серединная кайму, по обе стороны которой расположены малые каймы.
В коврах «Карачёп» серединная кайма имеет несколько типов, полученных сочетанием повторяющихся элементов, характерных для данного ковра. Наиболее типичным является элемент в форме соединенных в центре четырех стрел, также встречающийся в сочетании с орнаментом в форме двух соединенных пар бараньих рогов, ромба с крючками. Также используется кайма под названием «Машал» («факел») или «Шамданлы» «подсвечник». Самой типичной малой каймой ковра «Карачёп», является кайма «Молла баши», более редкая кайма образуется треугольным мотивом, иногда встречается «Меандр». Как правило, в данных коврах симметрия соблюдается в расположении основных фигур, а асимметрия среди элементов, заполняющих серединное поле.
Цветовые особенности: Серединное поле ковра «Карачёп» окрашено в зеленый, красный и светло-синий цвета.
Восьмиугольник, находящийся внутри центрального гёля, квадратные гёли, расположенные в 4-х углах серединного поля, а также серединная кайма имеют фон белого цвет.
Семантическое значение: Четырехсторонний ковер представляет собой проекцию мира, где центр является наиболее сакральной частью.
Поэтому основную семантическую нагрузку несут элементы, находящиеся в центральной части ковра, а также наиболее часто используемые.
Среди типичных для данного ковра мотивов можно назвать орнамент в форме двух соединенных пар бараньих рогов, ромб с двумя или четырьмя крючками, квадрат, а также 9 восьмиугольных звездочек.
9 восьмиконечных звёзд.
В четырёх углах ковра «Карачёп» расположены крупные квадратные гёли, внутри которых всегда имеется девять восьмиконечных звёзд. Подобная композиция ковра, а также устойчиво повторяющееся количество звездочек в гёлях позволяют отнести данные факты к типологическим особенностям ковра «Карачёп». Количество звездочек несло явную семантическую нагрузку, поэтому будет важно рассмотреть значение числа девять.
Цифра девять считается у тюркских народов священной.

## Технические особенности
Ковры „Карачёп“ чаще всего бывают небольшого размера. Но производились и ковры средней величины.
Плотность узлов: на каждом квадратном дециметре помещается от 26X26 до 35X35 узлов (на каждом квадратном метре от 68.000 до 120.000 узлов).
Высота ворса 5-8 миллиметров.

## Музеи и коллекции
Ковры „Карачёп“ имеются во многих музеях мира.
Эти ковры хранятся в Канадском музее текстиля под названием „Газах“, Азербайджан; в коллекции ковров Дэнни Мехры в Индии и Будапештском музее прикладного искусства под названием „Газах“, „Карачёп“; в швейцарском Базельском музее; в Музее ковров Стамбульского фонда, а также в Пражской национальной галерее под названием „Карачёп“.
Ковер с инв. № Е. 100, хранящийся в Музее ковров Стамбульского фонда, по композиции напоминает стиль „Карачёп“ газахской ковровой школы и относится к XVIII веку. Этот ковер размером 205Х145 см, сотканный в технике „гиордес“ был передан в музей со склада мечети Йени Джами».
Хотя в коллекции музея он представлен как образец северо-восточной Анатолии, геометрический медальон в центре ковра доказывает, что он был соткан на основе классической художественной традиции, сформированной газахской школой на протяжении веков. Четыре небольших белых вспомогательных медальона, расположенных по углам серединной части ковра, и даже звезды, помещенные внутри них, сохраняют в себе художественные традиции ковра «Карачёп».

## О ковре «Карачёп» в трудах зарубежных исследователей
Ковры «Карачёп» встречаются и в работах зарубежных исследователей, опубликованных в разные годы. Следует отметить, что эти ковры чаще всего упоминаются под названиями «Газахский» и «Карачёп». В книгах Джеймс Ф. Балларда, Али Хосейна, Йеткин Шераре, Уолтер Б. Денни, они отмечены как «Газах», а в книгах Рауля Чебулла, Джорджа У. О. Бэннона, Энцо и Роберто Данона, Гордона Редфорда Уокера, Мирко Каттаи и Уолтера Б. Денни ему дано название «Карачёп».